# Niels Christian Kaldau
Niels Christian Kaldau (* 22. Dezember 1974) ist ein dänischer Badmintonspieler.

## Karriere
Niels Christian Kaldau gewann die Portugal International 1998, 2002 und 2003, die German Open  2002, die Bitburger Open 2004 und die Spanish International 2005. Bei der Badminton-Europameisterschaft 2006 gewann er Bronze im Herreneinzel. Als Legionär gewann er bei der deutschen Mannschaftsmeisterschaft Silber und Bronze mit dem Team des VfB Friedrichshafen in den Jahren 2001 und 2003.

## Sportliche Erfolge
| Saison    | Veranstaltung                     | Disziplin    | Platz | Name |
| --------- | --------------------------------- | ------------ | ----- | --- |
| 1997      | Iceland International             | Herrendoppel | 1     | Niels Christian Kaldau / Joachim Fischer Nielsen |
| 1997      | Spanish International             | Herreneinzel | 1     | Niels Christian Kaldau |
| 1997      | Slovak International              | Herreneinzel | 1     | Niels Christian Kaldau |
| 1997      | Iceland International             | Herreneinzel | 1     | Niels Christian Kaldau |
| 1997      | Peru International                | Mixed        | 1     | Niels Christian Kaldau / Pernille Harder |
| 1997/1998 | EBU Circuit                       | Herreneinzel | 1     | Niels Christian Kaldau |
| 1998      | Amor International                | Herreneinzel | 1     | Niels Christian Kaldau |
| 1998      | Portugal International            | Herreneinzel | 1     | Niels Christian Kaldau |
| 1998      | French Open                       | Herreneinzel | 1     | Niels Christian Kaldau |
| 1999      | Austrian International            | Herreneinzel | 1     | Niels Christian Kaldau |
| 2000/2001 | Deutsche Mannschaftsmeisterschaft | Mannschaft   | 2     | VfB Friedrichshafen (Niels-Christian Kaldau, Xu Huaiwen, Lars Paaske, Nicol Pitro, Björn Siegemund, Claudia Vogelgsang, Ingo Kindervater, Bettina Mayer, Dennis Lens, Michael Fuchs, Peter Weinert, Falko Schmidt) |
| 2001      | Badminton Open Saarbrücken        | Herreneinzel | 1     | Niels Christian Kaldau |
| 2002      | Portugal International            | Herreneinzel | 1     | Niels Christian Kaldau |
| 2002      | German Open                       | Herreneinzel | 1     | Niels Christian Kaldau |
| 2002/2003 | Deutsche Mannschaftsmeisterschaft | Mannschaft   | 3     | VfB Friedrichshafen (Niels-Christian Kaldau, Lars Paaske, Björn Siegemund, Ingo Kindervater, Dennis Lens, Michael Fuchs, Peter Weinert, Falko Schmidt, Xu Huaiwen, Nicol Pitro, Claudia Vogelgsang, Bettina Mayer) |
| 2003      | Portugal International            | Herreneinzel | 1     | Niels Christian Kaldau |
| 2004      | Badminton Open Saarbrücken        | Herreneinzel | 1     | Niels Christian Kaldau |
| 2005      | Spanish International             | Herreneinzel | 1     | Niels Christian Kaldau |
| 2005      | Greece International              | Herreneinzel | 1     | Niels Christian Kaldau |
| 2006      | Europameisterschaft               | Herreneinzel | 3     | Niels Christian Kaldau |
| 2007      | Mauritius International           | Herreneinzel | 2     | Niels Christian Kaldau |